# Aliança Anglo-Japonesa

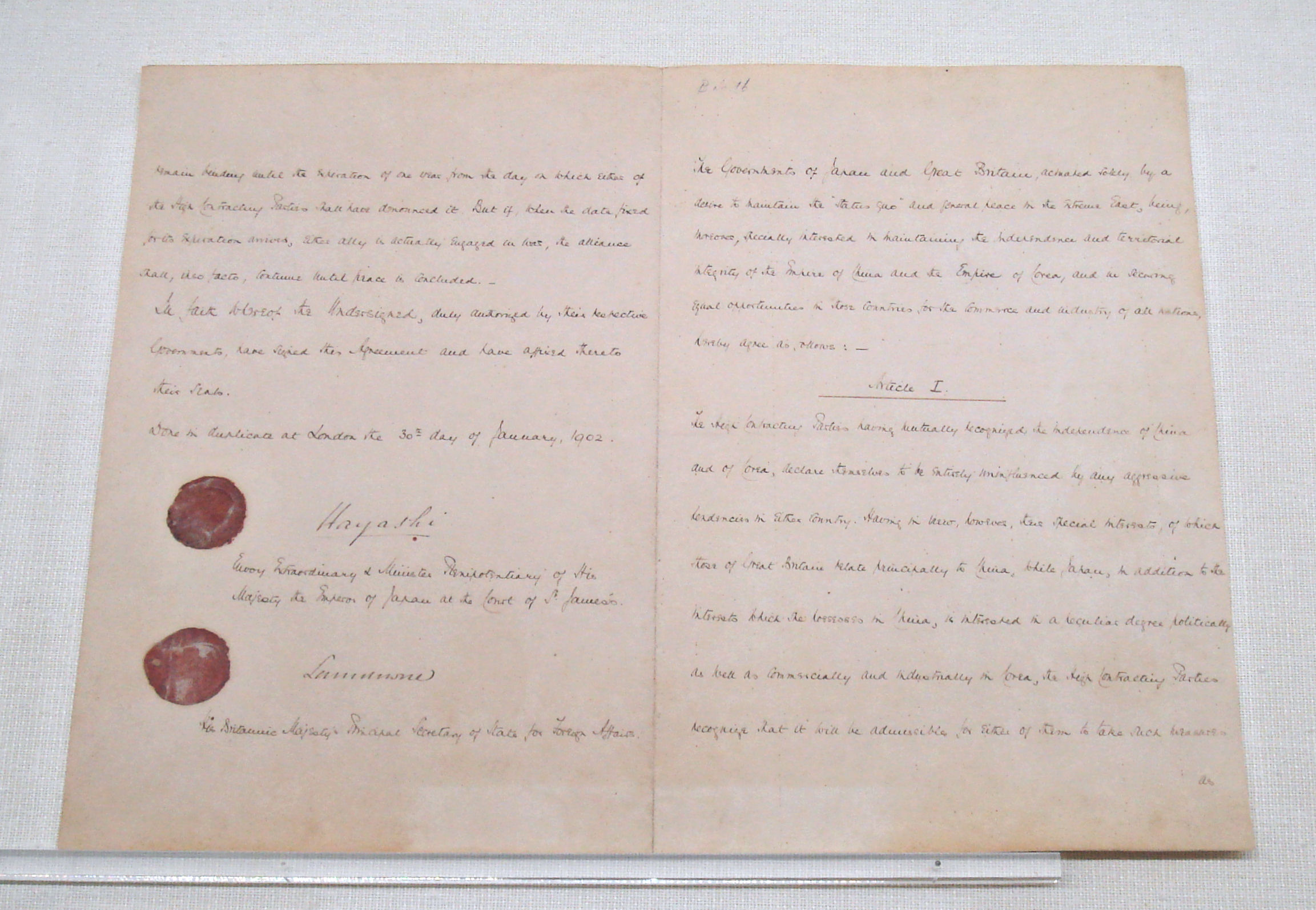
Aliança Anglo-Japonesa, 30 de janeiro de 1902. Escritório de Registros Diplomáticos do Ministério de Relações Exteriores (Japão).

A primeira Aliança Anglo-Japonesa (日 英 同盟, Nichi-Ei Dōmei ) foi uma aliança entre a Grã-Bretanha e o Japão, assinada em janeiro de 1902. A aliança foi assinada em Londres na Lansdowne House em 30 de janeiro de 1902 por Lord Lansdowne, britânico secretário de relações exteriores e Hayashi Tadasu, diplomata japonês. Um marco diplomático que viu o fim do esplêndido isolamento da Grã-Bretanha, a aliança foi renovada e ampliada em escopo duas vezes, em 1905 e 1911, antes de seu fim em 1921 e término em 1923. A principal ameaça para ambos os lados era da Rússia. A ameaça de guerra com a Grã-Bretanha impediu a França de se juntar à sua aliada Rússia na Guerra Russo-Japonesa de 1904. No entanto, irritou os Estados Unidos e alguns domínios britânicos, que eram hostis ao Japão.

## Motivações e reservas
A possibilidade de uma aliança entre a Grã-Bretanha e o Japão vinha sendo discutida desde 1895, quando a Grã-Bretanha se recusou a aderir à Tríplice Intervenção da França, Alemanha e Rússia contra a ocupação japonesa da Península de Liaodong. Embora este único evento tenha sido uma base instável para uma aliança, o caso foi fortalecido pelo apoio que a Grã-Bretanha deu ao Japão em seu impulso para a modernização e seus esforços cooperativos para acabar com a Rebelião Boxer. Jornais de ambos os países expressaram apoio a tal aliança; na Grã-Bretanha, Francis Brinkley do The Times e Edwin Arnold do Telegraph eram a força motriz por trás de tal apoio, enquanto no Japão o clima pró-aliança do político Okuma Shigenobu agitava as Mainichi e Yomiuri jornais em pró-aliança de defesa. O Tratado Anglo-Japonês de Comércio e Navegação de 1894 também abriu o caminho para relações de igualdade e a possibilidade de uma aliança.
No final das contas, o interesse comum que realmente alimentava a aliança era a oposição à expansão russa. Isso ficou claro já na década de 1890, quando o diplomata britânico Cecil Spring Rice identificou que a Grã-Bretanha e o Japão trabalhando em conjunto era a única maneira de desafiar o poder russo na região. As negociações começaram quando a Rússia começou a se mover para a China. No entanto, ambos os países tinham suas reservas. A Grã-Bretanha foi cautelosa em abandonar sua política de "esplêndido isolamento", cautelosa em hostilizar a Rússia e relutante em agir de acordo com o tratado se o Japão atacasse os Estados Unidos. Havia facções no governo japonês que ainda esperavam um acordo com a Rússia, incluindo a figura política altamente poderosa Hirobumi Itō, que serviu quatro mandatos como primeiro-ministro do Japão. Achava-se que a amizade na Ásia seria mais receptiva aos Estados Unidos, o que não se sentia confortável com a ascensão do Japão como potência. Além disso, a Grã-Bretanha não estava disposta a proteger os interesses japoneses na Coréia e, da mesma forma, os japoneses não estavam dispostos a apoiar a Grã-Bretanha na Índia.
Hayashi e Lord Lansdowne começaram suas discussões em julho de 1901, e as disputas sobre a Coréia e a Índia as atrasaram até novembro. Neste ponto, Hirobumi Itō solicitou um atraso nas negociações, a fim de tentar uma reconciliação com a Rússia. Ele não teve sucesso, e a Grã-Bretanha expressou preocupação com a duplicidade da parte do Japão, então Hayashi apressadamente voltou às negociações em 1902. O " isolamento esplêndido " foi encerrado pela primeira vez que a Grã-Bretanha viu a necessidade de uma aliança militar de tempo de paz. Foi a primeira aliança em termos de igualdade entre Oriente e Ocidente.

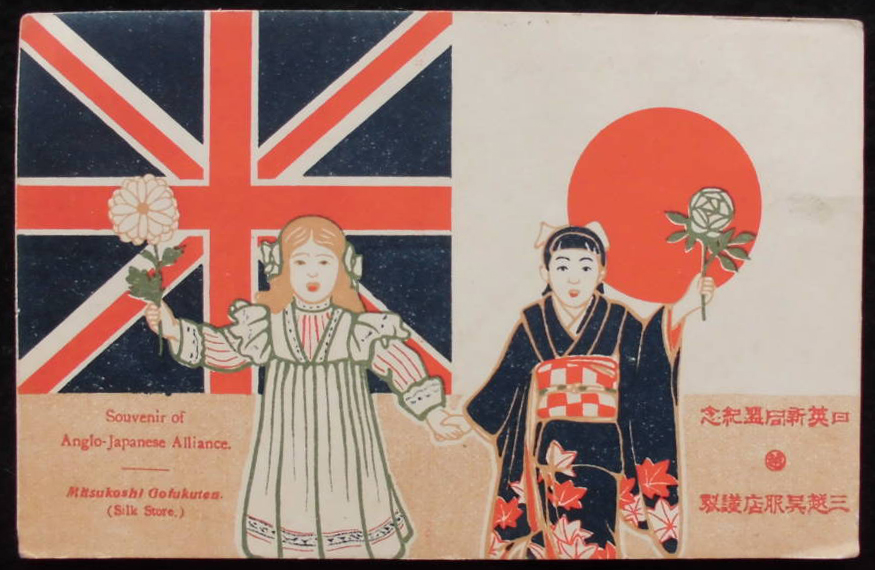
Postal comemorativo de 1905

## Termos do tratado de 1902
O tratado continha seis artigos:
Artigo 1
- As Altas Partes Contratantes, tendo reconhecido mutuamente a independência da China e da Coréia, declaram-se totalmente não influenciadas por tendências agressivas em qualquer um dos países, tendo em vista, no entanto, seus interesses especiais, dos quais os da Grã-Bretanha se relacionam principalmente com a China, enquanto O Japão, além dos interesses que possui na China, está interessado em um grau peculiar, tanto política quanto comercialmente e industrialmente na Coréia, as Altas Partes Contratantes reconhecem que será admissível que qualquer uma delas tome as medidas que possam ser indispensável a fim de salvaguardar esses interesses se ameaçado pela ação agressiva de qualquer outra potência, ou por distúrbios surgidos na China ou na Coréia, e necessitando da intervenção de qualquer uma das Altas Partes Contratantes para a proteção das vidas e propriedades de seus súditos.

Artigo 2
- Declaração de neutralidade se qualquer um dos signatários se envolver em guerra por meio do Artigo 1.

Artigo 3
- Promessa de apoio se qualquer um dos signatários se envolver em guerra com mais de um poder.

Artigo 4
- Os signatários prometem não entrar em acordos separados com outras Potências em prejuízo desta aliança.

Artigo 5
- Os signatários prometem comunicar-se franca e plenamente uns com os outros quando algum dos interesses afetados por este tratado estiver em risco.

Artigo 6
- Tratado que permanecerá em vigor por cinco anos e, em seguida, com um aviso prévio de um ano, a menos que o aviso tenha sido feito no final do quarto ano.

Os artigos 2 e 3 foram os mais cruciais em relação à guerra e defesa mútua.
O tratado estabeleceu um reconhecimento dos interesses japoneses na Coréia sem obrigar a Grã-Bretanha a ajudar caso um conflito russo-japonês surja por causa disso. O Japão não era obrigado a defender os interesses britânicos na Índia.
Embora redigido em linguagem cuidadosa e clara, as duas partes entenderam o Tratado de maneira um pouco diferente. A Grã-Bretanha viu isso como um aviso gentil para a Rússia, enquanto o Japão foi encorajado por ele. Desse ponto em diante, mesmo aqueles com uma postura moderada se recusaram a aceitar um acordo sobre a questão da Coréia. Os extremistas viram nisso um convite aberto para a expansão imperial.

## Renovação em 1905 e 1911
A aliança foi renovada e ampliada em escopo duas vezes, em 1905 e 1911. Isso foi parcialmente motivado pelas suspeitas britânicas sobre as intenções japonesas no sul da Ásia. O Japão parecia apoiar o nacionalismo indiano, tolerando visitas de figuras como Rash Behari Bose. As renegociações de julho de 1905 permitiram o apoio japonês aos interesses britânicos na Índia e o apoio britânico ao progresso japonês na Coréia. Em novembro daquele ano, a Coreia era um protetorado japonês e, em fevereiro de 1906, Itō Hirobumi foi nomeado Residente-Geral em Seul. Na renovação em 1911, o diplomata japonês Komura Jutarō desempenhou um papel fundamental para restaurar a autonomia tarifária do Japão.

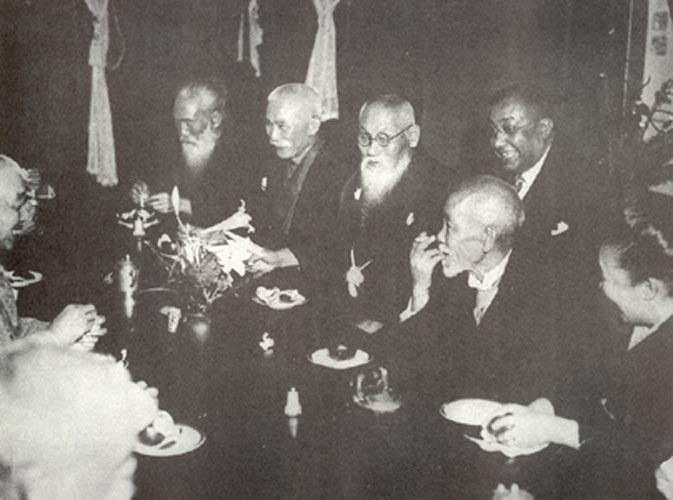
Toyama Mitsuru homenageia Rash Behari Bose

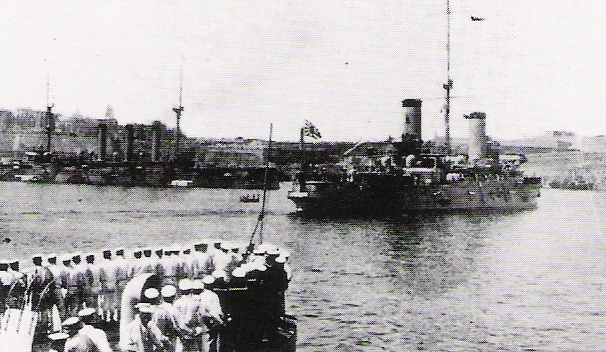
JCruzador blindado japonês Nisshin da Marinha Imperial Japonesa, no Mediterrâneo (Malta, 1919).

## Efeitos
A aliança foi anunciada em 12 de fevereiro de 1902. Em resposta, a Rússia procurou formar alianças com a França e a Alemanha, que a Alemanha recusou. Em 16 de março de 1902, um pacto mútuo foi assinado entre a França e a Rússia. A China e os Estados Unidos se opuseram fortemente à aliança. No entanto, a natureza da aliança anglo-japonesa significou que a França foi incapaz de vir em auxílio da Rússia na Guerra Russo-Japonesa de 1904, pois isso significaria ir à guerra com a Grã-Bretanha.

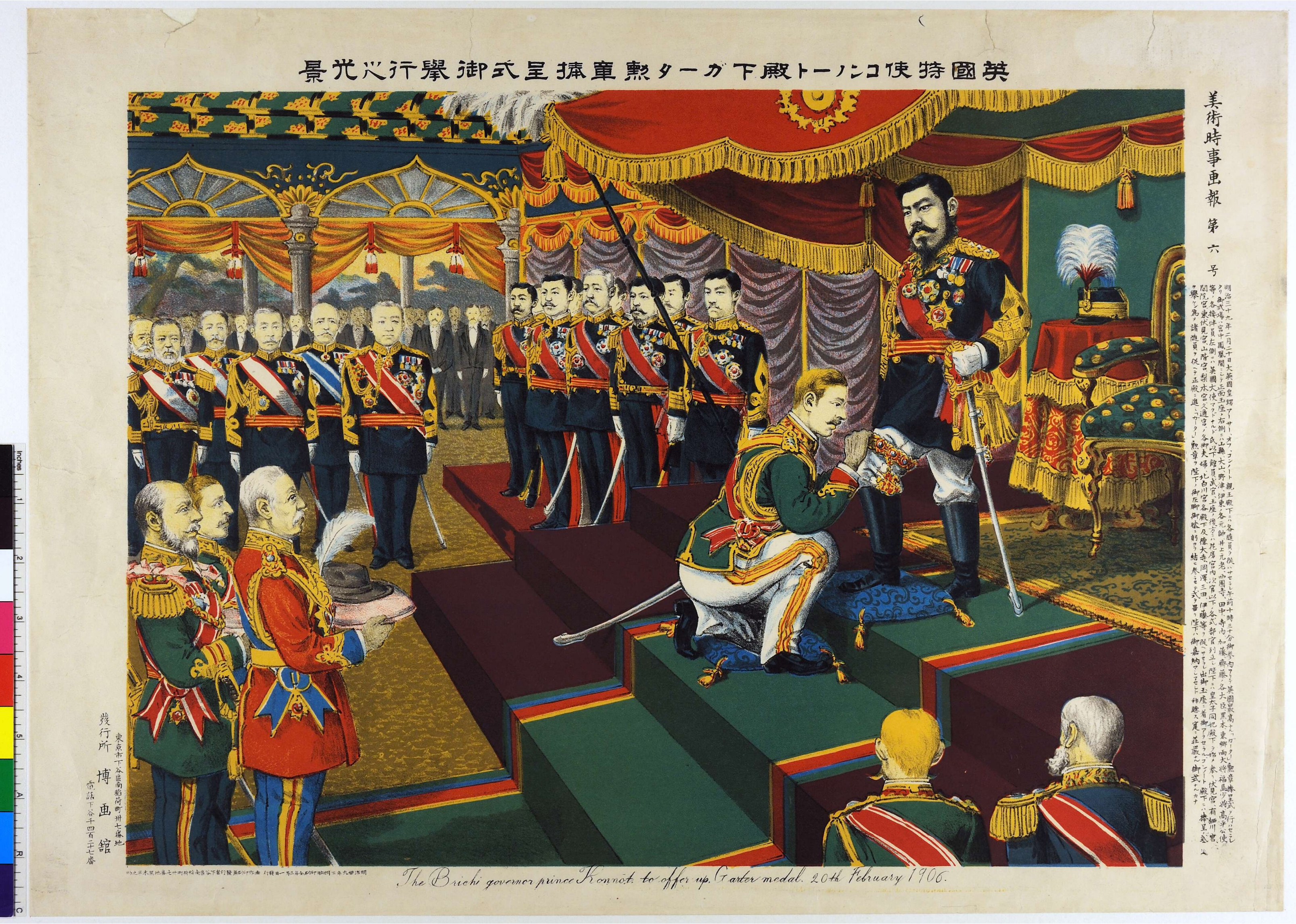
O Imperador Meiji recebendo a Ordem da Jarreteira em 1906, como consequência da Aliança Anglo-Japonesa.

As disposições da aliança para defesa mútua levaram o Japão a entrar na Primeira Guerra Mundial do lado britânico. O Japão atacou a base alemã em Tsingtao em 1914 e forçou os alemães a se renderem (ver Cerco de Tsingtao). Oficiais japoneses a bordo de navios de guerra britânicos foram vítimas na Batalha de Jutland em 1916. Em 1917, navios de guerra japoneses foram enviados para o Mediterrâneo e ajudaram na proteção de navios aliados perto de Malta de ataques de submarinos. Um memorial no Cemitério Naval Kalkara em Malta é dedicado aos 72 marinheiros japoneses que morreram no conflito. O Tratado também tornou possível a apreensão japonesa das possessões alemãs no Pacífico ao norte do equador durante a Primeira Guerra Mundial, um grande benefício para os interesses imperiais do Japão.
A aliança formou a base para trocas comerciais e culturais positivas entre a Grã-Bretanha e o Japão. A rápida industrialização e o desenvolvimento das forças armadas japonesas proporcionaram novas oportunidades de exportação significativas para os estaleiros e fabricantes de armas britânicos. Japoneses educados na Grã-Bretanha também foram capazes de trazer novas tecnologias para o Japão, como avanços na oftalmologia. Artistas britânicos da época, como James McNeill Whistler, Aubrey Beardsley e Charles Rennie Mackintosh foram fortemente inspirados pelo quimono japonês, espadas, artesanato e arquitetura.

## Fim do tratado

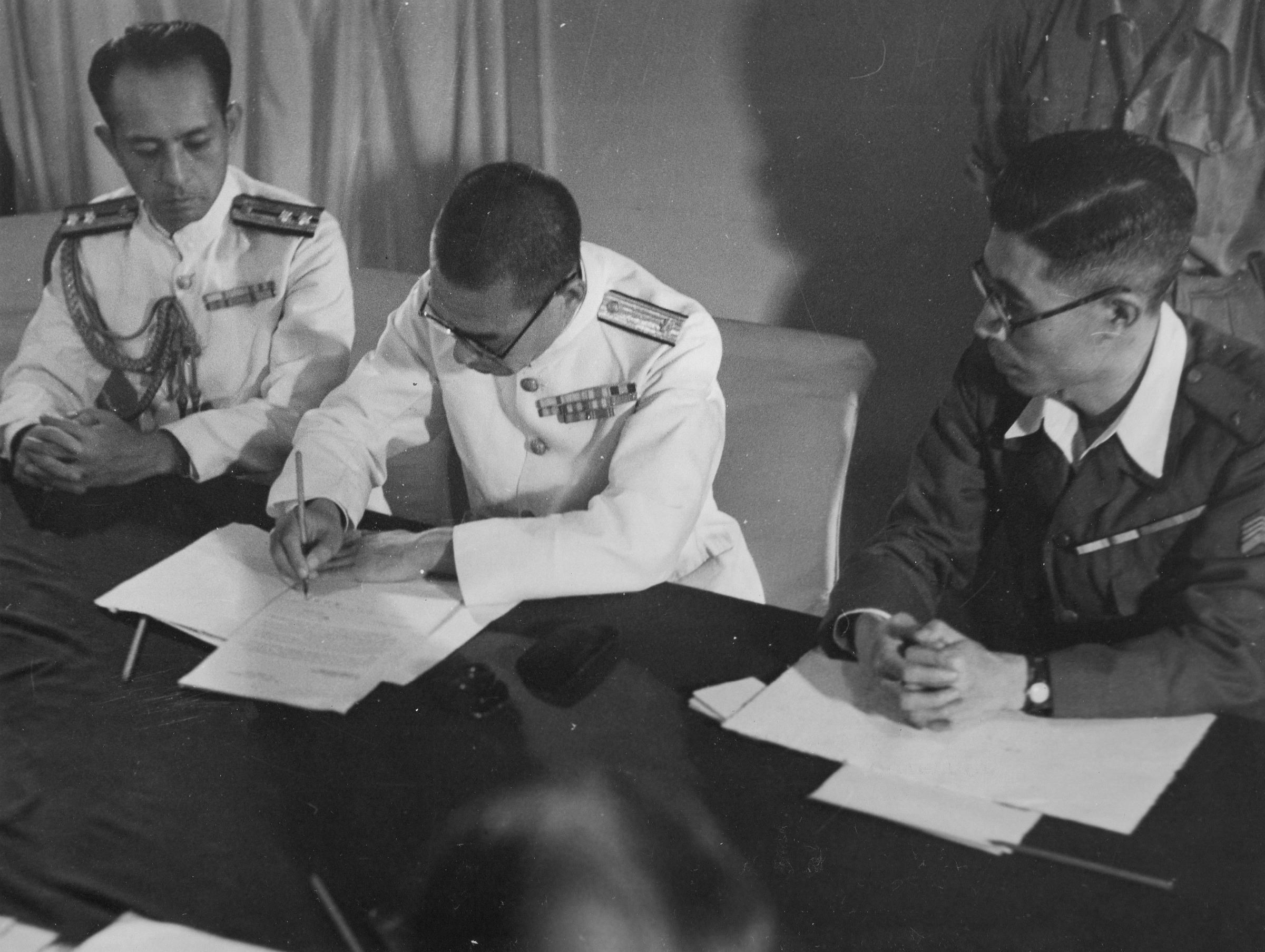
O contra-almirante Jisaku Uozumi assina a rendição de Penang a bordo do encouraçado em 2 de setembro de 1945. Ele desmaiou pouco depois e foi levado às pressas para o hospital. Observe a fita da Cruz de Serviço Distinto no uniforme de Uozumi, que ele ganhou dos ingleses durante a aliança.

A aliança foi vista como um obstáculo já na Conferência de Paz de Paris de 1919–1920. Em 8 de julho de 1920, os dois governos emitiram uma declaração conjunta no sentido de que o tratado de aliança "não é inteiramente consistente com a letra desse Pacto (da Liga das Nações), que ambos os governos desejam sinceramente respeitar". 
O fim da aliança foi assinalado pela Conferência Imperial de 1921, na qual os líderes britânicos e do Dominion se reuniram para determinar uma política internacional unificada. Um dos principais problemas da conferência foi a renovação da Aliança Anglo-Japonesa. A conferência começou com todos, exceto o primeiro-ministro canadense Arthur Meighen, apoiando a renovação imediata de uma aliança com o Japão. A esperança prevalecente era a continuação da aliança com a potência do Pacífico, que poderia potencialmente fornecer segurança para os interesses imperiais britânicos na área. Os australianos temiam não poder repelir nenhum avanço da Marinha Imperial Japonesa, e desejavam a continuação do acúmulo de recursos navais para um possível conflito futuro, pois temiam que uma aliança com os Estados Unidos (então em um estado de isolacionismo do pós-guerra) forneceria pouca proteção.
Meighen, temendo que um conflito pudesse se desenvolver entre o Japão e os Estados Unidos, exigiu que o Império Britânico se retirasse do tratado para evitar ser forçado a uma guerra entre as duas nações. O restante dos delegados concordou que era melhor cortejar a América e tentar encontrar uma solução que o governo americano considerasse adequada, mas apenas Meighen pediu a revogação completa do tratado. O governo americano temia que a renovação da Aliança Anglo-Japonesa criaria um mercado dominado pelos japoneses no Pacífico e fecharia a China do comércio americano. Esses temores foram aumentados pela mídia na América e no Canadá, que relatou alegadas cláusulas antiamericanas secretas no tratado e aconselhou o público a apoiar a revogação.
A imprensa, combinada com o argumento convincente de Meighen dos temores canadenses de que o Japão atacaria os ativos imperiais na China, fez com que a Conferência Imperial arquivasse a aliança. A conferência comunicou seu desejo de considerar deixar a aliança para a Liga das Nações, que declarou que a aliança continuaria, conforme declarado originalmente, com a parte de saída dando à outra um aviso de doze meses de suas intenções.
O Império Britânico decidiu sacrificar sua aliança com o Japão em favor da boa vontade com os Estados Unidos, mas desejava impedir que a esperada aliança entre o Japão e a Alemanha ou a Rússia surgisse. delegados do Império convenceram a América a convidar várias nações a Washington para participar de negociações sobre as políticas do Pacífico e do Extremo Oriente, especificamente o desarmamento naval. Japão veio para a Conferência Naval de Washington com uma profunda desconfiança da Grã-Bretanha, sentindo que Londres não queria mais o que era melhor para o Japão.
Apesar da divisão crescente, o Japão juntou-se à conferência na esperança de evitar uma guerra com os Estados Unidos. As potências do Pacífico dos Estados Unidos, Japão, França e Grã-Bretanha assinariam o Tratado das Quatro Potências, e acrescentariam vários outros países como a China para criar o Tratado das Nove Potências. O Tratado das Quatro Potências forneceria uma estrutura mínima para as expectativas das relações internacionais no Pacífico, bem como uma aliança frouxa sem qualquer compromisso com alianças armadas. O Tratado das Quatro Potências na Conferência de Washington fez a Aliança Anglo-Japonesa extinta em dezembro de 1921; no entanto, ele não terminaria oficialmente até que todas as partes ratificassem o tratado em 17 de agosto de 1923.
Naquela época, a Aliança foi oficialmente encerrada, de acordo com o Artigo IV dos Tratados da Aliança Anglo-Japonesa de 1902 e 1911. A desconfiança entre a Comunidade e o Japão, bem como a maneira pela qual a Aliança Anglo-Japonesa concluiu, são creditados por muitos acadêmicos como as principais causas do envolvimento do Japão na Segunda Guerra Mundial.

## Leitura Adicional
- Brebner, J. B. "Canada, The Anglo-Japanese Alliance and the Washington Conference." Political Science Quarterly 50#1 (1935): 45–58. online
- Daniels, Gordon, Janet Hunter, Ian Nish, and David Steeds. (2003). Studies in the Anglo-Japanese Alliance (1902–1923): London School of Economics (LSE), Suntory and Toyota International Centres for Economics and Related Disciplines (STICERD) Paper No. IS/2003/443: Read Full paper (pdf) – May 2008
- Davis, Christina L. "Linkage diplomacy: economic and security bargaining in the Anglo-Japanese alliance, 1902–23." International Security 33.3 (2009): 143–179. online
- Fry, Michael G. "The North Atlantic Triangle and the Abrogation of the Anglo-Japanese Alliance." Journal of Modern History 39.1 (1967): 46–64. online
- Harcreaves, J. D. "The Anglo-Japanese Alliance." History Today (1952) 2#4 pp 252–258 online
- Langer, William.  The Diplomacy of Imperialism 1890–1902 (2nd ed. 1950), pp. 745–86. online free to borrow
- Lister-Hotta, Ayako, Ian Nish, and David Steeds. (2002). Anglo-Japanese Alliance: LSE STICERD Paper No. IS/2002/432: Read Full paper (pdf) – May 2008
- Lowe, Peter. Great Britain and Japan 1911–15: A Study of British Far Eastern Policy (Springer, 1969).
- Nish, Ian Hill. (1972). Alliance in Decline: A Study in Anglo-Japanese Relations 1908–23.  London: Athlone Press.  ISBN 978-0-485-13133-8 (cloth)
- __________. (1966).  The Anglo-Japanese Alliance: The diplomacy of two island empires 1894–1907. London: Athlone Press. [reprinted by RoutledgeCurzon, London, 2004. ISBN 978-0-415-32611-7 (paper)]
- O'Brien, Phillips Payson. (2004). The Anglo-Japanese Alliance, 1902–1922. London: RoutledgeCurzon.  ISBN 978-0-415-32611-7 cloth)
- Satow, Ernest and George Alexander Lensen. (1968). Korea and Manchuria between Russia and Japan 1895–1904: The Observations of Sir Ernest Satow, British Minister Plenipotentiary to Japan (1895–1900) and China (1900–1906). Tokyo: Sophia University Press/Tallahassee, Florida: Diplomatic Press. ASIN B0007JE7R6; ASIN: B000NP73RK
- Spinks, Charles N. "The Termination of the Anglo-Japanese Alliance." Pacific Historical Review 6#4 (1937): 321–340. online
- Steiner, Zara S. "Great Britain and the Creation of the Anglo-Japanese Alliance." Journal of Modern History 31.1 (1959): 27–36. online